# Kohlschnake
Die Kohlschnake (Tipula oleracea) gehört wie alle Schnaken zur Ordnung der Zweiflügler. Tipula oleracea ist die Typusart der Gattung Tipula.

## Merkmale
Diese Schnake wird bis zu 26 Millimeter lang. Sie weist einen dunkelgestriemten Rückenschild auf, ihre Flügel haben einen ziegelroten Vorderrand. Der Hinterleib ist grau bis ockergelb. Die Kohlschnake hat sehr lange Hinterbeine. Sie besitzt wie alle Arten der Unterfamilie Tipulinae 13 Antennenglieder. 
Die Geschlechter lassen sich äußerlich durch den Bau des Hinterleibs unterscheiden. Die Männchen haben am Hinterende eine deutliche, keulenförmige Verdickung, das Hypopygium, die Weibchen besitzen eine spitz zulaufende Legeröhre.
Sie sticht nicht, da sie wie alle Schnaken keinen Stachel besitzt und auch über keine stechend-saugenden Mundwerkzeuge wie andere Mückenarten verfügt.

## Verbreitung
Die Kohlschnake ist hauptsächlich in Europa verbreitet. Ihr Verbreitungsgebiet reicht im Süden bis Nordafrika, hat dort aber im Osten eine Begrenzung in Algerien, in Europa ist die südöstliche Begrenzung in Griechenland. Sie kommt auf einigen griechischen Inseln wie Kreta in einer Unterart vor und ist auch auf Malta zu finden. In Nordeuropa ist sie mit Ausnahme von Finnland und Lettland verbreitet.
In Nord- und Südamerika wurde sie wahrscheinlich als Neozoon eingeführt. Ihr Verbreitungsgebiet liegt im Westen des nordamerikanischen Kontinents zwischen British Columbia und Kalifornien, im Osten zwischen Michigan und New York. In Südamerika wurde sie in Ecuador eingeschleppt.

## Lebenszyklus

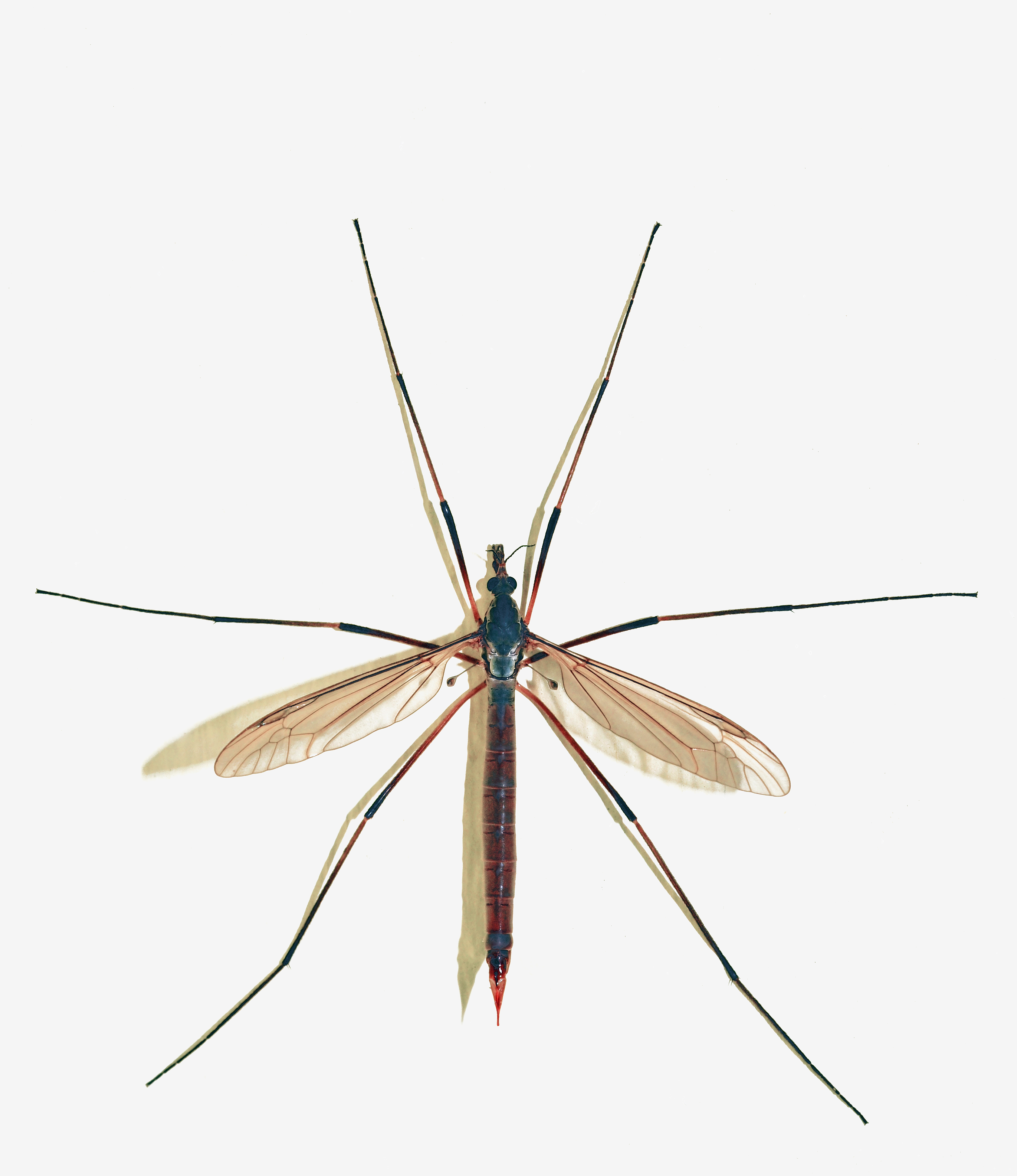
Weibliche Kohlschnake

Kohlschnake

Sie fliegt im Frühsommer ab April bis Juni und in einer zweiten Generation im Spätsommer ab August bis Oktober. Es bilden sich in den Abendstunden kleine Schwärme, die wahrscheinlich der Paarbildung dienen. Dabei fliegen sie in Bodennähe über Wiesen und Felder. 
Kohlschnaken legen ihre Eier einzeln in lockere, feuchte Erde. Feuchte Wiesen bieten ihnen diese Möglichkeit, aber auch Gärten und Kulturflächen sind für die Eiablage ideal. Da ein Weibchen bis zu 1200 Eier ablegen kann und oft bis zu 400 Larven pro Quadratmeter in der Erde leben, können die Kohlschnaken bei Massenbefall die Kulturen schädigen. 
Die Eier sind oval und etwas weniger als einen Millimeter groß. Sie weisen eine dunkle Färbung auf. Die Larven schlüpfen nach etwa 15 Tagen. Die Larven sind bräunlich und anfangs drei bis vier Millimeter lang. 
Die Larven ernähren sich von verwesenden Pflanzenstoffen, aber auch von zarten Wurzeln und können dabei Kulturpflanzen wie den Kohl schädigen. Nachts können sie auch die oberirdischen Teile der Pflanzen befallen und die Blätter anfressen. Die Larvenentwicklung dauert rund vier Monate und umfasst vier Häutungen. Die Larve wird dabei mehrere Zentimeter groß und verpuppt sich dann in der Erde. Die zweite Generation überwintert in der Erde bis zum späten Frühling oder Frühsommer. 
Die adulten Tiere können wegen ihrer weichen Mundwerkzeuge nur flüssige Nahrung wie Nektar zu sich nehmen.
Der gesamte Lebenszyklus der Kohlschnaken umfasst bis zu acht Monate.